# غشائية متحملة البرودة
غشائية متحملة البرودة (الاسم العلمي: Hymenobacter psychrotolerans) هي نوع من البكتيريا، سلبية الغرام، تتبع جنس غشائية.